# Vintus
Der Verband jüdisch neutraler Turn- und Sportvereine Westdeutschlands, VINTUS,  war ein jüdischer Sportverband in Deutschland, der in den Auseinandersetzungen zwischen den deutsch nationalen jüdischen Sportvereinen Schild (der Sportorganisation des Reichsbundes jüdischer Frontsoldaten) und den zionistischen Sportvereinen Makkabi eine neutrale Position einnahm.
Vintus wurde am 26. April 1925 im Essener Saalbau von Delegierten örtlicher jüdischer Sportvereine aus Aachen, Dortmund, Düsseldorf, Elberfeld, Essen, Gelsenkirchen, Hannover, Köln und Osnabrück mit Sitz in Essen gegründet, wo der Verein TuS Hakoah Essen die Geschäftsführung des Verbandes übernahm. Der Anlass für die Verbandsgründung war, dass der Westdeutsche Spiel-Verband wegen Überfüllung (aus Essener Sicht vorgeblicher Überfüllung) der Spielklassen die Aufnahme von Abteilungen des TuS Hakoah Essen in seinen Spielbetrieb abgelehnt hatte, womit den Essener Sportlern eine Teilnahme an regionalen Wettbewerben und Treffen verwehrt blieb: Nur weil wir ein Verein mit Mitgliedern jüdischen Glaubens sind, hat man uns abgelehnt.  Zum Zeitpunkt der Gründung hatte Vintus 3000 Mitglieder in den Vereinen. 18 Klubs gehörten ihm 1933 an. In den Folgejahren brachte der Verband ein eigenes Mitteilungsblatt heraus und organisierte eigene Ligasysteme in den Disziplinen Turnen, Fußball und Leichtathletik. In der Saison 1926/27 gab es zwei parallel laufende VINTUS-Ligen: Ruhrkreis und Rheinkreis mit insgesamt zwölf Vereinen. Die Vereine wie JTV Köln 02, Hakoah Bochum, JJV Buer, ITUS Herne, Makkabi Düsseldorf und RjF Krefeld trugen auch Freundschaftsspiele gegen nichtjüdische Vereine aus.
Viele der Vintus-Mitglieder verstanden sich als Zionisten, waren aber Befürworter einer Trennung von Sport und Politik, sie arbeiteten daher auch mit jüdischen Organisationen zusammen die auch Sport betrieben, u. a. den jüdischen Jugendbünden. Nach Bernett bedeutete die Gründung von Vintus für den Deutschen Makkabikreis eine schwere Kraftprobe., weil sie hiermit einen wichtigen Teil ihrer Sponsoren verloren, da die Kooperation unter den Mitgliedern der jüdischen Gemeinden den Machtbestrebungen der Makkabi widersprach. Versuche der Makkabi, eine Fusion mit dem Vintus herbeizuführen, scheiterten. Erst unter den Bedingungen des Nationalsozialismus waren sie gezwungen zu kooperieren.